# 中型多棘神经元
中型多棘神经元（英語：Medium spiny neurons，简称），也称纹状体棘状突起投射神经元（英語：spiny projection neurons，简称）是一种特殊的丙胺基丁酸神經元抑制性细胞，人类体内纹状体（一种基底核）中，95%的神经元都是由这种细胞构成。中型多棘神经元拥有两种表型：D1类中型多棘神经元（直接径路）和D2类中型多棘神经元（间接径路）。